# هيلين سكيلتون
هيلين إليزابيث سكيلتون (مواليد 19 يوليو 1983)    هي مقدمة وممثلة تلفزيونية إنجليزية . شاركت في تقديم برنامج بي بي سي للأطفال بلو بيتر من عام 2008 حتى عام 2013 ،  ومنذ عام 2014 تعمل كمقدمة لبرنامج Countryfile .  شاركت أيضًا في تقديم سلسلتين من برنامج Holiday Hit Squad على قناة BBC One إلى جانب Angela Rippon وJoe Crowley .

## روابط خارجية
- Helen Skelton في قاعدة بيانات الأفلام على الإنترنت
- هيلين سكيلتون (راديو بي بي سي 5 مباشر)